# 手束仁
手束 仁（てづか じん、1956年 - ）は、株式会社ジャスト・プランニング代表取締役。スポーツに関する著作の執筆や、実用書の編集を手掛けている。愛知県出身。愛知県立半田高等学校、國學院大學卒。従弟はライターの広尾晃（本名・手束卓）。

## 来歴
大学卒業後、大映映像事業部、株式会社全通企画（編集プロダクション）での10年間の勤務を経て、スポーツ作家及びビジネス実用書等の編集制作者として独立。2012年4月にジャスト・プランニングを設立。
野球を中心に、各種スポーツに関する著作がある。また、各方面での講演活動も行っている。
年間の野球試合観戦数は300試合に及び、高校野球の練習試合なども取材対象としている。
J SPORTSウェブサイトや、高校野球ドットコムなどにコラムを連載している。

## 主な著書
- 都立城東高校甲子園出場物語～夢の実現（1999年、三修社）
- 甲子園への助走～少年野球の世界は、今（2000年、オーシャンライフ社）
- 高校野球47の楽しみ方～野球地図と県民性（2001年、三修社）
- 甲子園出場を目指すならコノ高校（2001年、駿台曜曜社）
- 三度のメシより高校野球（2004年、駿台曜曜社）
- スポーツライターを目指す人たちへ～江夏の21球の盲点（2005年、メディア・ポート）
- 野球県民性（2005年、祥伝社新書）
- 甲子園出場を目指すならこの監督（2007年、日刊スポーツ出版社）
- 高校野球に学ぶ「流れ力」（2008年、サンマーク出版）
- 流れの正体～もっと野球を好きになる（2010年、日刊スポーツ出版社）
- 甲子園に出る　高校ガイド（2011年、廣済堂出版）
- プロ野球「もしも」読本 もし長嶋茂雄が南海に入団していたら (知的発見!BOOKS)（2011年、イースト・プレス）
- プロ野球における正義とは何か（2012年、イースト・プレス）
- 高校野球を200％楽しむ観戦読本（2013年、実業之日本社）
- プロ野球「背番号」雑学読本　なぜエースナンバーは「18」なのか (知的発見!BOOKS) （2015年、イースト・プレス）
- ああ栄冠は君に輝く～加賀大介物語 知られざる「全国高校野球大会歌」誕生秘話（2015年、双葉社）
- プロ野球ドラフト「黄金世代」読本　ファンを熱狂させた「8つの世代」 (文庫ぎんが堂)（2016年、イースト・プレス）
- プロ野球「名言・珍言」読本　ファンの心をつかんで離さない108の言葉（2017年、イースト・プレス）

## 共著
- アンチ巨人は永久に不滅です!!（「『金権巨人』からプロ野球を守る会」名義。2001年、双葉社双葉文庫）
- 「怪物」たちの甲子園（「高校野球オタク会」名義。2001年、双葉社双葉文庫）

## 逸話
- 2015年の著書『ああ栄冠は君に輝く』は映画『ああ栄冠は君に輝く』の底本としても使用され、同映画の協力プロデューサーとしても名を連ねている[4][5]。